# Fantasía medieval

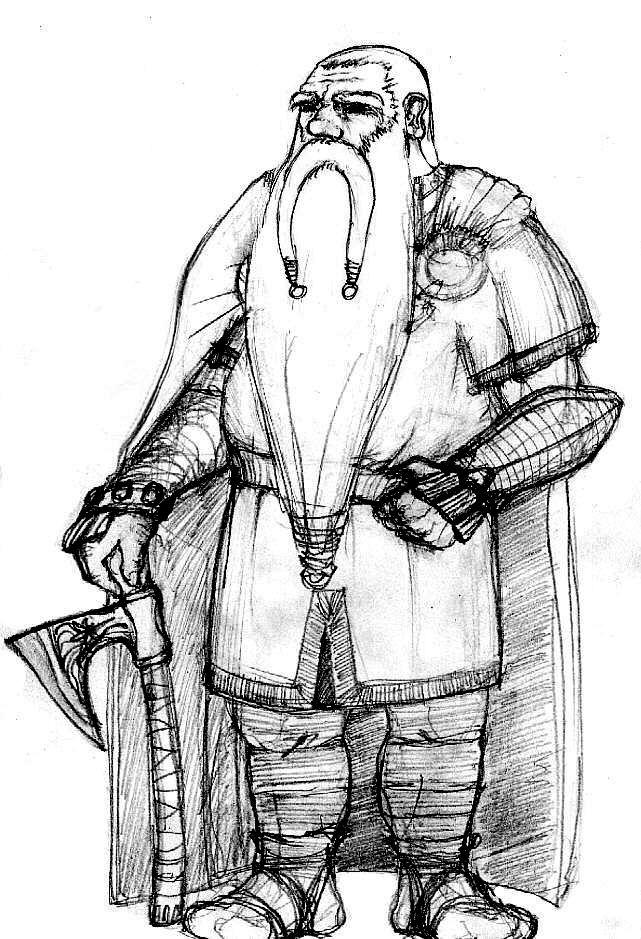
Un enano, uno de los personajes habituales en la fantasía medieval.

La fantasía medieval es un subgénero de la fantasía. Incluye invenciones de algunos escritores que usan un mundo narrado épico (hada, elfos, enanos, dragón, silfo, etc.) con características medievales para escribir historias de usanza caballeresca en este caso también son recopilaciones de poemas hablados como el rey Arturo, del cual se cree pudiera haber existido, otros escritores como J. R. R. Tolkien se inspiran en bases mitológicas de estas mismas escritos para la creación de libros como El Señor de los Anillos, entre otras obras.